# Momus
Momus, pseudonimo di Nicholas Currie, detto Nick (Paisley, 11 febbraio 1960), è un cantautore, compositore, scrittore, blogger e giornalista scozzese.
Per oltre trent'anni ha pubblicato, a livello marginale di successo commerciale e di critica, album sotto svariate etichette nel Regno Unito, negli Stati Uniti e in Giappone. Caratteristica dei suoi testi (e dei suoi scritti in generale) è la presenza di stralci apparentemente decontestualizzati di filosofia continentale (per lo più francese), che delineano tuttavia un elaborato ed originale pensiero «dominato da valori come la diversità, l'orientalismo ed il rispetto per l'alterità».

## Biografia

### Musica
Momus mosse i primi passi nel mondo della musica registrando materiale post-punk con alcuni ex-membri dei Josef K, formando un gruppo chiamato The Happy Family nei primi anni '80 e fu associato ai musicisti della Postcard Records (sebbene non abbia mai effettivamente inciso per quest'etichetta). Nel 1986 pubblicò il suo album di debutto solista, Circus Maximus (sotto la Él records), in cui esplorò temi biblici in uno stile acustico oscuro, quasi gotico. Il suo debito con l'influenza del pop gallico era chiaro da una successiva e sardonicamente autoreferenziale cover di Jacques Brel Jacky e da ritratti di se stesso nello stile di quelli di Serge Gainsbourg dei primi anni Sessanta.
Nel 1987, quando andò a vivere a Londra, firmò un contratto con la Creation Records ed iniziò a realizzare composizioni pop eccentriche e ipercritiche per le quali poi sarebbe divenuto celebre, incluse nei tre dischi The Poison Boyfriend, Tender Pervert e Don't Stop The Night , caratterizzati da pezzi dance e pop accessibili con però testi dalle tematiche pesanti come la pedofilia, la necrofilia e adulterio. In particolare, l'ultimo del trio fu quello che più soddisfò dal punto di vista commerciale, grazie soprattutto al singolo The Hairstyle of the Devil, che raggiunse il posto numero 94 della UK Singles Charts nel maggio 1989, e il trentaduesimo presso la stazione radio Live 105 KITS.Successivamente sempre per la Creation uscì Hippopotamomus, un tributo scatologico a Gainsbourg e nel quale si incominciò a percepire un progressivo distacco da parte dell'artista dai canoni della "forma canzone", per approdare a forme più estreme e naif del pop.
Nel 1994, quando l'etichetta prese gli Oasis, la sua musica cominciò a sembrare selvaggiamente fuori luogo per i nuovi standard commerciali. Si trasferì quindi a Parigi, firmando per la Cherry Red Records. Da allora incominciò a spostarsi in altri Paesi e, sebbene meno popolare in Gran Bretagna, ebbe un discreto successo commerciale in Giappone, dove scrisse e produsse album per la cantante di successo Kahimi Karie, incluso il singolo di successo Good Good Morning World.
Venne citato in giudizio due volte. La prima da Michelin UK, per la canzone Michelin Man (inclusa in Hippopotamomus), in cui confrontava la mascotte delle gomme con una bambola gonfiabile; la seconda da Wendy Carlos per Walter Carlos (che ipotizzava un matrimonio tra la Wendy post-chirurgia di riassegnazione sessuale e la sua versione pre-operatoria, Walter), contenuta in The Little Red Songbook (1998). Il caso fu risolto in via stragiudiziale per un compenso di 30000 $, il ritiro della canzone, un accordo per non usare il nome di Carlos per qualsiasi scopo e il pagamento di danni e spese legali alla compositrice. Per pagare tale debito, Momus ideò un progetto consistente nella produzione di "ritratti musicali" a pagamento. Diffusa sul suo blog tale iniziativa agli albori del 1999, subito molti artisti tra cantanti, pittori, gruppi musicali e perfino case discografiche si fecero avanti chiedendo un proprio brano personale al musicista. Questi selezionò trenta mecenati (tra i quali figurarono Jeff Koons, il musicista giapponese Cornelius, l'animatore/supereroe di tre anni Noah Brill, il negozio di musica Other Music e l'etichetta Reckless Records), i quali pagarono i brani mille dollari ciascuno. Essi vennero poi pubblicati in un doppio album intitolato Stars Forever, che inoltre presentava i vincitori di un concorso karaoke indetto per il precedente The Little Red Songbook.
Nel 2000, Momus eseguì As You Turn To Go (scritto da Stephin Merritt) sull'album dei The 6ths Hyacinths and Thistles e Mnemorex (con suoi testi) sul terzo disco omonimo dei Kreidler. 
Dopo la vicenda giudiziaria con la Carlos e la pubblicazione di Stars Forever e del successivo Folktronic, il musicista continuò a pubblicare materiale musicale solo prodotti dalla American Patchwork, andando sempre più a radicalizzare il suo sound naif e lo-fi.

### Giornalismo
Momus ha scritto per le riviste Wired, Vice, Index Magazine, AIGA Voice, 032c e Design Observer ed è stato anche un istruttore ospite per progetti artistico-sonori dapprima con gli studenti della Future University a Hakodate, Hokkaidō, durante i primi mesi del 2005, e poi presso il centro ricerche di Fabrica, patrocinata dalla Benetton Group, vicino a Venezia. Nel 2006 ha partecipato alla Whitney Biennial a New York City come «guida turistica inaffidabile» per i visitatori della mostra. Ha tenuto un blog online documentando la sua esperienza quotidiana, filosofica e feticista.
Nel 1991 ha detto «In the future everyone will be famous for fifteen people», che è poi divenuta il meme «On the web, everyone will be famous to fifteen people». Si tratta di una parodia della celebre predizione di Andy Warhol «In the future, everyone will be famous for fifteen minutes».
Il Fotolog.Book con i testi di Momus sul photoblogging è stato pubblicato nel 2006 dalla casa editrice Thames & Hudson.
I libri da lui scritti sono The Book of Jokes e The Book of Scotlands, stampati dalla Sternberg Press e che sono stati accolti in maniera positiva dal LA Times e dal Guardian. Inoltre The Book of Scotlands (Sternberg Press) era entrato nella shortlist del premio Scottish Arts Council's First Book. Nel 2011 ha poi pubblicato The Book of Japans (sempre Sternberg Press) e nel 2014 UnAmerica(Penny-Ante Editions).

### Vita privata
Dagli anni Novanta, Momus ha vissuto tra Londra, Parigi, Tokyo, New York e Berlino, prima di trasferirsi definitivamente ad Osaka, dove risiede dal 2010. É ateo.
Nel dicembre del 1997 contrasse l'acanthamoeba keratitis al suo occhio destro (che divenne cieco) a causa di una lente a contatto cadutagli in un lavello di un hotel in Grecia dove stava passando le vacanze. Sebbene la sua vista sia successivamente migliorata dopo un intervento chirurgico, ha comunque subito effetti persistenti dell'infezione e questo lo ha spesso costretto ad essere fotografato con una benda, con occhiali molto scuri, o con gli occhi socchiusi. Suo cugino è il musicista Justin Currie, il cantante e compositore del gruppo Del Amitri.

## Discografia

### Album in studio
- 1986 - Circus Maximus
- 1987 - The Poison Boyfriend
- 1988 - Tender Pervert
- 1989 - Don’t Stop The Night
- 1991 - Hippopotamomus
- 1992 - The Ultraconformist (Live Whilst Out of Fashion)
- 1992 - Voyager
- 1993 - Timelord
- 1995 - Slender Sherbert
- 1995 - The Philosophy of Momus
- 1996 - Twenty Vodka Jellies
- 1997 - Ping Pong
- 1998 - The Little Red Songbook
- 1999 - Stars Forever
- 2001 - Folktronic
- 2003 - Oskar Tennis Champion
- 2004 - Summerisle (con Anne Laplantine)
- 2005 - Otto Spooky
- 2006 - Ocky Milk
- 2008 - Joemus (con Joe Howe)
- 2010 - Hypnoprism
- 2011 - Thunderclown (con John Henriksson)
- 2012 - Bibliotek
- 2012 - In Samoa
- 2012 - Sunbutler (con Joe Howe)
- 2013 - MOMUSMCCLYMONT (con David McClymont)
- 2013 - Bambi
- 2014 - MOMUSMCCLYMONT II (con David McClymont)
- 2015 - Turpsycore
- 2015 - Glyptothek
- 2016 - Scobberlotchers
- 2017 - Pillycock
- 2018 - Pantaloon
- 2019 - Akkordion
- 2020 - Vivid

### Raccolte
- 1990 - Monsters of Love
- 1994 - Learning to Be Human
- 2003 - Forbidden Software Timemachine
- 2016 - Pubic Intellectual: An Anthology 1986-2016

### EP
- 2011 - The Thunderclown

### Singoli
- 1985 - The Beast With 3 Backs
- 1986 - Murderers, The Hope of Women
- 1986 - Nicky
- 1988 - Right Hand Heart
- 1989 - The Hairstyle of the Devil
- 1992 - Spacewalk
- 1995 - The Sadness of Things
- 2012 - World Of Songs/British (split con Monsieur Mo Rio)